# أرتور مارتينيز روتشا
أرتور مارتينيز روتشا (بالإسبانية: Arturo Martínez Rocha)‏ هو سياسي مكسيكي، ولد في 1 ديسمبر 1950 في ولاية كامبيتشي في المكسيك. حزبياً، نشط في الحزب الثوري المؤسساتي. وقد انتخب عضو مجلس النواب المكسيك.